# Leif Andersson (Volleyballspieler)
Leif-Eric Andersson (* 10. Oktober 1963 in Hamburg) ist ein ehemaliger deutscher Volleyballspieler.

## Volleyballkarriere
Von 1970 bis 1980 war Leif Andersson Volleyballspieler bei TuRa Harksheide. Danach spielte er beim Hamburger SV, wo er 1983 und 1985 Deutscher Pokalsieger und von 1985 bis 1988 viermal in Folge Deutscher Meister wurde. Nach einem einjährigen Gastspiel in Falconara (Italien) setzte er seine Karriere beim TSV Milbertshofen fort, wo er 1990 Deutscher Pokalsieger und 1991 Deutscher Meister wurde. Seine erfolgreiche Karriere beendete Leif Andersson 1994 beim ASV Dachau.
Leif Andersson war 208-facher deutscher Nationalspieler. In den „ewigen“ Bestenlisten des Volleyballmagazins wurde er 2007 zum wertvollsten Spieler der letzten 20 Jahre in der deutschen Bundesliga gekürt.
Als Trainer gelang ihm 1996 mit den Frauen des TV Dingolfing der Aufstieg in die Bundesliga.

## Beruf
Leif Andersson ist gelernter Banker und EDV-Kaufmann. Seit 1996 ist er im Bereich „medizinische Fortbildungen und Beratung“ tätig und derzeit Geschäftsführender Gesellschafter der „AMS - die Akademie“ (Fortbildung von Physiotherapeuten, Trainern und Ärzten) und „AMS Vertrieb“ (Bereitstellung geeigneter Therapie- und Trainingsgeräte, u. a. für Schlingentraining).